# Gli strumenti delle tenebre
Gli strumenti delle tenebre (Earthly Powers) è un romanzo storico di Anthony Burgess del 1980. 
È un romanzo lungo e ambizioso, narrato in prima persona da uno scrittore ottuagenario inaffidabile, nel quale attraverso personaggi reali e immaginari si ricostruiscono alcuni degli eventi più importanti e dei temi più significativi del XX secolo. È giudicato fra i migliori romanzi in lingua inglese della seconda metà del Novecento.

## Storia editoriale
Nel corso di una conferenza stampa, nel gennaio 1981, Anthony Burgess dichiarò di aver dedicato alla composizione di questo romanzo quasi dieci anni, più di qualsiasi altro suo lavoro; la maggior parte del tempo fu dedicato soprattutto alla preparazione e alla ricerca, mentre la scrittura, al ritmo di circa mille parole al giorno, richiese diciotto mesi. Nel romanzo, i rappresentanti delle "tenebre" — della potenza terrena, della creatività artistica — si oppongono alla potenza celestiale rappresentata nel romanzo dal personaggio fittizio del sacerdote cattolico Carlo Campanati eletto più tardi papa col nome di Gregorio XVII.
Titolo provvisorio del romanzo era The Prince of the Powers of the Air (Il principe del potere celeste), una citazione dalla IV parte del Leviatano di Hobbes, riferita alla descrizione di Satana e del suo regno. Il titolo Earthly Powers fu scelto da Michael Korda, direttore editoriale della Simon & Schuster, ma Burgess continuò a pensare che il vero titolo fosse The Prince of the Powers of the Air.
Altro titolo provvisorio fu The Instruments of Darkness, citazione del Macbeth shakespeariano. Burgess rinunciò a questo titolo allorché seppe che era stato utilizzato per un saggio sui radar. Il titolo "The Instruments of Darkness" corrisponde tuttavia al titolo "Gli strumenti delle tenebre" dell'edizione italiana, tradotta in parte da Liana Burgess, pseudonimo della moglie dell'autore Liliana Macellari.
I personaggi principali del romanzo, lo scrittore britannico Kenneth Toomey e il sacerdote italiano Carlo Campanati, furono delineati da Burgess, attraverso i modelli rispettivamente dello scrittore William Somerset Maugham e di Giovanni XXIII. Non mancano tuttavia aspetti autobiografici, soprattutto quelli concernenti la religione cattolica e la letteratura.

## Trama
Il giorno del suo ottantunesimo compleanno, l'illustre scrittore britannico Kenneth Marchal Toomey, ritiratosi a Malta, riceve la visita dell'arcivescovo il quale gli chiede di testimoniare al processo di canonizzazione di Carlo Campanati, eletto Papa col nome di Gregorio XVII, di cui Toomey aveva assistito a un miracolo negli anni trenta (la guarigione di un ragazzo dalla meningite tubercolare). Toomey comincia quindi a lavorare sulla propria biografia, che copre sei decenni del XX secolo, ripercorrendo in tal modo anche episodi della vita di Carlo Campanati, mescolando eventi e personaggi reali con eventi e personaggi fittizi.
A causa della propria omosessualità, già in giovane età Toomey non riesce a conciliare gli insegnamenti della Chiesa cattolica con la propria natura. È intimorito inoltre dalla legislazione britannica contro l'omosessualità. Ossessionato dal problema del male, si indirizza a una vita di solitudine ed esilio, dapprima nella Parigi di James Joyce ed Ezra Pound, poi in varie altre parti del pianeta, soprattutto in Italia, nella Malesia coloniale, negli Stati Uniti, in Nordafrica e infine a Malta. Toomey è testimone di gravi manifestazioni del male nel mondo moderno: la prima guerra mondiale, la pandemia spagnola, l'assassinio di un caro amico medico in un ospedale in Malesia, la violenza criminale negli USA durante il proibizionismo, la brutalità del fascismo in Italia, l'orrore dei campi di sterminio nazisti, un suicidio di massa in una setta religiosa. Nel campo di concentramento di Buchenwald, Toomey giunge alla conclusione che il male sia innato nell'uomo; per Carlo Campanati, sacerdote e poi papa, il male è una forza esterna che occorre combattere costantemente nei suoi vari aspetti. Conseguenza sconcertante del miracolo di don Carlo Campanati fu la sopravvivenza del giovane Godfrey Manning, da adulto il malvagio "God Manning".

## Personaggi
Kenneth Marchal Toomeyio narrante, nato nel 1890 in Gran Bretagna in una famiglia cattolica, scopre durante l'adolescenza la propria omosessualità, condizione non accettata dai genitori e dalla Chiesa cattolica; in Malesia vive un amore, forte ma di origine non sessuale, col medico Philip Shawcross; scrittore di successo, è tuttavia scontento della qualità delle sue opere letterarie
Hortense Toomeysorella minore di Kenneth, segue il fratello a Parigi dove sposa il musicista Domenico Campanati e diventa madre di due gemelli: John e Ann; dopo il fallimento del suo matrimonio con Domenico, diventa scultrice; a causa di un incidente, è ferita al volto e perde un occhio
Domenico Campanatimusicista di avanguardia a Parigi nei primi anni venti, fratello di Raffaele e don Carlo Campanati, sposa Hortense Toomey; in seguito abbandona la moglie, ha successo come compositore di colonne sonore cinematografiche (sarà insignito anche di un Oscar)
Raffaele Campanatifratello di Domenico e Carlo Campanati, imprenditore onesto e coraggioso, viene seviziato e ucciso a Chicago durante il proibizionismo da camorristi italoamericani
Carlo Campanatifratello di Domenico e Raffaele Campanati, sacerdote ; nemico del male, è fautore del Pelagianesimo e dell'Ecumenismo; guarisce con un esorcismo il giovane Godfrey Manning agonizzante per meningite tubercolare; avverso al fascismo, durante la II guerra mondiale prende parte alla Resistenza italiana contro il nazifascismo; diventerà dapprima arcivescovo di Milano, quindi papa, successore di Pio XII col nome di Gregorio XVII
Concetta Auronzoitaloamericana di origine altoatesina, madre di Carlo, Domenico e Raffaele Campanati; colta; antifascista, esule a Chiasso; in Austria tenta di uccidere Himmler (che viene involontariamente salvato da Kenneth Toomey) e viene uccisa sul posto dai nazisti
Godfrey Manning (God Manning)ragazzo con meningite tubercolare miracolato a Chicago da don Carlo Campanati; da adulto fonderà nel deserto della California la setta "Children of God" che, come quella di Jim Jones, terminerà con un suicidio di massa
John Campanatifiglio di Hortense e Domenico Campanati, sposa Laura con cui si reca a Rukwa, in Africa, dove entrambi vengono assassinati da cristiani neoconvertiti che fraintendono il rito dell'Eucaristia
Ann Campanatifiglia di Hortense e Domenico Campanati, gemella di John, sposa Michael Breslow, professore di letteratura comparata, e ha una figlia, Eve
Eve Breslowfiglia di Ann Campanati e Michael Breslow, pertanto nipote di Hortense Toomey e Domenico Campanati, per volere dei genitori non riceve educazione religiosa; appena sedicenne resta incinta, quindi si trasferisce col figlio illegittimo nella comune guidata dal carismatico God Manning

## Critica
In uno scritto sulla genesi di Earthly Powers l'autore afferma di aver voluto scrivere un romanzo lungo (250 000 parole) incentrato soprattutto sul problema religioso del libero arbitrio. Nel secondo volume della sua autobiografia (You've Had Your Time del 1990) Burgess affermò di aver scritto Earthly Powers come un esercizio tecnico, un tentativo di scrittura di un romanzo simile al The Good Soldier di Ford Madox Ford. Anthony Burgess era stato l'estensore della lunga voce dedicata al romanzo per l'Encyclopaedia Britannica; nella sezione dedicata al punto di vista, Burgess esamina la tecnica dell'unreliable observer nel The Good Soldier di Ford
, tecnica che sarebbe stata applicata da Burgess in Earthly Powers.
Il romanzo ottenne un notevole successo di critica. Fu premiato come miglior romanzo straniero dell'anno 1981 in Francia e fu tra i finalisti per il Booker Prize del 1980.

## Edizioni
- (EN) Earthly Powers, London, Hutchinson, 1980, ISBN 0091439108.
- (EN) Earthly Powers, New York, Simon & Schuster, 1980, ISBN 0671414909.
- (FR) Les Puissances des ténèbres, traduzione di Georges Belmont e Hortense Chabrier, Paris, Acropole, 1981, ISBN 2714413641.
- Gli strumenti delle tenebre, collana Collana La scala, traduzione di Liana Burgess e Pier Francesco Paolini, Milano, Rizzoli, 1983, ISBN 88-17-45269-6.[20]

## Premi
- Booker Prize (finalista, 1980)[19]
- Prix du Meilleur livre étranger (vincitore, 1981)[18]